# Bande dessinée sur téléphone mobile
Une bande dessinée sur téléphone mobile (en anglais : mobile comic ; en japonais : 携帯コミック, keitai komikku) est un format de bande dessinée, comic book ou un comic strip qu'un utilisateur, au moyen d'un téléphone mobile, peut acheter, télécharger, voire parfois modifier ou partager avec des amis.

## Aperçu
Les frontières entre la bande dessinée numérique, l'animation et les jeux s'estompent de plus en plus, évolution qui se reflète également dans les bandes dessinées sur smartphone qui deviennent multimédia, comportant du son et une dimension interactive. En 2007, Marvel instaure un système d'abonnement en ligne pour lire des bandes dessinées sur écran. En 2008, IDW Publishing et Devil's Due Publishing (devenue Devil's Due Digital) font partie des premières sociétés qui proposent des bandes dessinées adaptées aux téléphones mobiles.
Le confort de lecture peut dépendre de plusieurs facteurs, comme la nécessité de zoomer sur les cases pour lire les bulles (ce qui gêne la vision globale de la planche) ainsi que le système de défilement des pages et des cases ; certaines interfaces élargissent automatiquement le texte. La bande dessinée peut aussi être conçue pour être lue en défilant la narration de bas en haut.
En 2020, « 2 % des lectures de BD se font sur version numérique en France, contre plus de 50 % au Japon » d'après France Inter. Il existe également des webtoons, des « BD spécifiquement conçues pour s'adapter aux écrans ». En 2021, les webtoons pour smartphone ont généré un chiffre d'affaires de « 577 millions de dollars en 2019, selon l'Agence coréenne des contenus créatifs (KOCCA) ». Le marché intéresse des éditeurs mais aussi de jeunes artistes souhaitant se lancer grâce au format webtoon avec des logiciels conçus pour cet usage. Certains webtoons connaissent une adaptation en film ou en film d'animation.
En France en 2020, bien que la lecture de bandes dessinées sur des écrans reste minoritaire, plusieurs plate-formes incluent une interface ou application permettant l'accès sur un smartphone, comme Izneo, Sequencity, Webtoon, BD Buzz, Comixology, Mangas.io, BubbleZoom.